# Grått sälgfly
Grått sälgfly (Orthosia gracilis) är en fjärilsart som beskrevs av Ignaz Schiffermüller. Arten ingår i släktet Orthosia och familjen nattflyn.

## Underarter
- Orthosia gracilis gracilis
- Orthosia gracilis pallidior[4]
- Orthosia gracilis rufescens[5]